# نبویان
نبویان می‌تواند به موارد زیر اشاره کند:
- امیرعلی نبویان (متولد ۱۳۵۹)، نویسنده، مجری و بازیگر ایرانی
- سید محمود نبویان (متولد ۱۳۴۴)، روحانی ایرانی و نمایندهٔ مجلس